# Thịt chiên xù

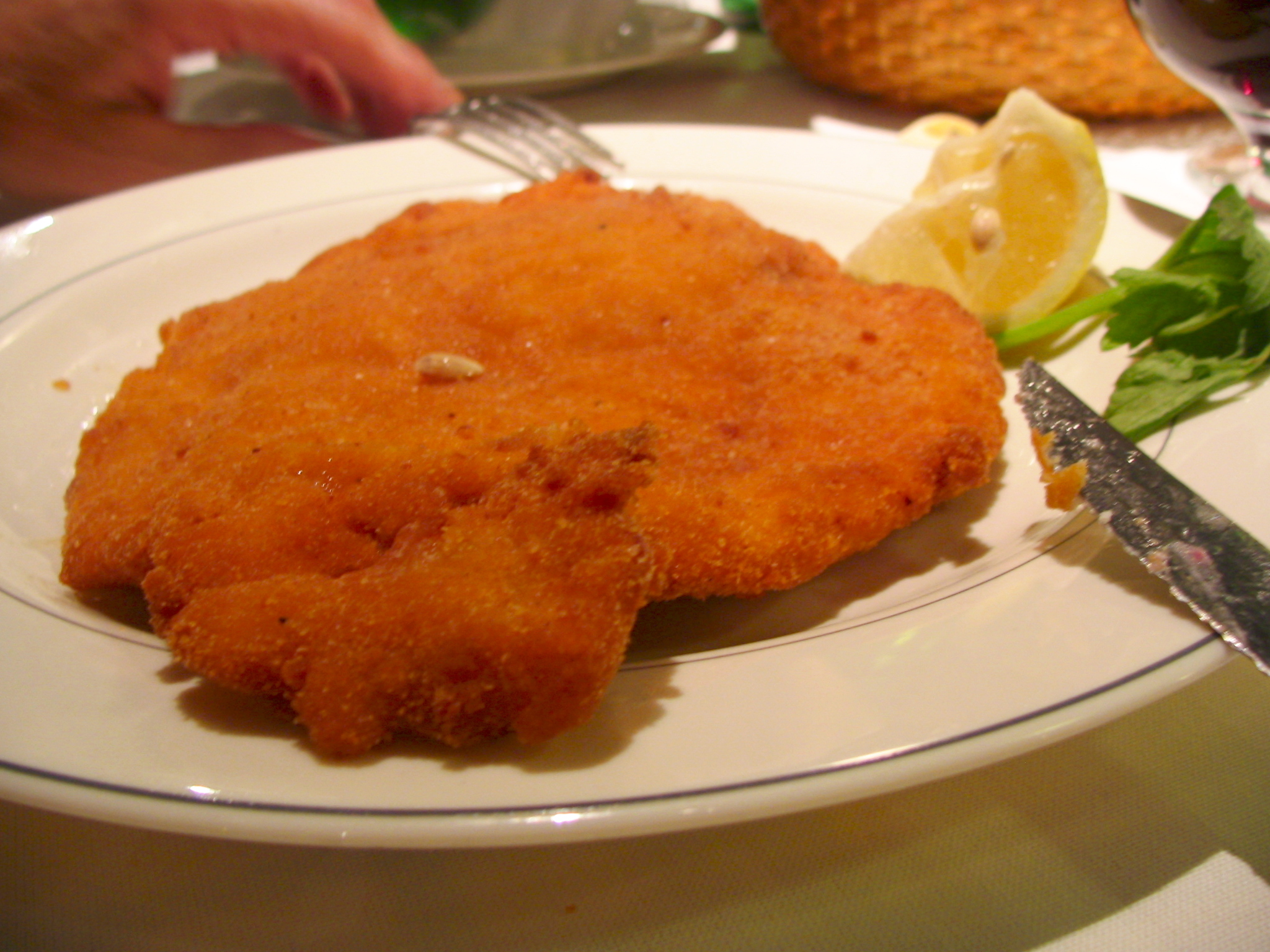
Món thịt chiên xù kiểu Ý

Thịt chiên xù (breaded cutlet) là tên gọi về những món ăn được chế biến từ nguyên liệu thịt (thường là thịt thăn hoặc cốt-lết) được phủ một lớp bột mì hoặc bột chiên, vụn bánh mì sau đó chiên ngập dầu hoặc nướng. Thịt chiên xù được gọi là schnitzel ở cộng đồng các nước nói tiếng Đức, hay còn gọi là Cotoletta ở Ý, thịt cuối Escalope ở Pháp, Empanado ở Tây Ban Nha, Empanizado ở Cuba, hay Milanesa ở Mỹ Latinh, và Katsu ở Nhật Bản và Hàn Quốc, và kotlet ở Ba Lan.

## Trên thế giới
Ở Argentina, Uruguay và Venezuela, thì món Milanesa, một món ăn tương tự như schnitzel, là một món ăn điển hình. Tên của nó có nghĩa là "từ Milan". Milanesa được làm từ thịt bò hoặc thịt bê, nhúng vào trứng và sau đó là vụn bánh mì, và chiên. Ở Argentina, một milanesa napolitana được phủ lên trên cùng với giăm bông, phô mai mozzarella tan chảy và lát cà chua hoặc sốt cà chua. Ở Colombia, món ăn được gọi là milanesa hoặc chuleta valluna, và được làm bằng một lát thịt lợn mỏng, tẩm bột và chiên. Ở Chile, cốt lết tẩm bột được gọi là Climbopa, và nó thường được làm từ thịt bò, thịt lợn hoặc thịt gà. Món ăn này còn được gọi là milanesas, và nó được chế biến bằng cách nướng và chiên những miếng thịt mỏng. 
Do ảnh hưởng của văn hóa Ý ở Brazil, thịt chiên xù được gọi là filé à milanesa (bít tết Milan) hoặc bife à milanesa. Nó được tìm thấy dễ dàng trong các nhà hàng đường phố và thường được nấu ở nhà. Khẩu phần thường bao gồm gạo trắng, đậu nâu hoặc muối đen, khoai tây nghiền hoặc khoai tây chiên, rau diếp và salad cà chua. Bánh mì Milanesa có phần ít phổ biến hơn, và cũng có phiên bản parmigiana - filé à milanesa với sốt cà chua, giăm bông và phô mai mozzarella tan chảy. 
Món Tonkatsu là phổ biến ở Nhật Bản, trong đó thịt gà hoặc thịt lợn được sử dụng cho thịt nguyên liệu và vụn bánh mì panko được sử dụng. Ở Hawaii, "Tori katsu" là một thành phần phổ biến của ẩm thực địa phương. Ở Hàn Quốc, thịt lợn cốt lết được gọi là "donkasu", có nguồn gốc từ tonkatsu Nhật Bản. Các loại donkasu phổ biến nhất là "kyeongyangsik" (kiểu phương Tây) và "ilbonsik" (kiểu Nhật Bản). Ở Trung Quốc và Đài Loan, thịt lợn cốt lết được gọi là "Zhu-pai", và là một món ăn phổ biến được tìm thấy trong nhiều nhà hàng hàng ngày, nhưng có nguồn gốc từ ảnh hưởng của Nhật Bản. Nó thường được đi kèm với gạo và rau như bông cải xanh hoặc ớt chuông. Một loại cốt lết khác được tìm thấy ở Đài Loan sẽ được làm từ thịt gà, được gọi là "Ji-pai", và nổi tiếng trong khu vực là một đặc sản của Chợ đêm Đài Loan.